# ＃一個都不能少
#一個都不能少（西班牙語：#NiUnaMenos）是一起在2015年6月3日於阿根廷首都布宜諾斯艾利斯舉行的抗議事件，以對該國普遍存在的殺害婦女現象表達不滿。
此运动还影响到拉丁美洲、欧洲和亚洲的其他国家。2015年6月3日到乌拉圭；2015年7月30日，到厄瓜多尔；2016年8月13日，到秘鲁；同年10月18日，到达玻利维亚； 10月19日，到达哥伦比亚和委内瑞拉；10月21日，智利和尼加拉瓜。也影响到意大利、法国、土耳其、德国、瑞士、加拿大、美国、中国、荷兰、比利时等国。此后于2017年12月20日，在巴拉圭；危地马拉、哥斯达黎加、洪都拉斯、玻利维亚、多米尼加共和国和西班牙——反对暴力侵害妇女的首次示威活动是在2015年11月——以及意大利在2018年3月8日进行的示威活动。

## 背景
阿根廷國內並沒有殺害婦女現象的官方統計數字，可是多個非政府組織根據媒體上出現的報導估計平均每30小時就有一位婦女被殺害。這些案件原本只在家庭發生，但後來則擴大至公眾地方。
若干名新聞記者、知識分子與激進分子解釋了2015年6月過去3星期已經出現的殺害婦女問題，他們認為由於該國並沒有充足預算、犯罪登記或受過特殊訓練的保安部隊，所以當地現時的預防性別暴力法律仍未完全實施。這部法律共有45項條款，當中只有8條可以完全落實，11款能部分實施，而剩下的則依然不能執行。上述現象結果使部分人發起包含主題標籤在內的「#一個都不能少」抗議活動，並獲得幾位阿根廷電視界名人透過展示包含「#一個都不能少」字樣的卡片來支持。

## 抗議簡介
最終這起抗議事件於2015年6月3日在阿根廷首都布宜諾斯艾利斯的國會廣場舉行，包括女權團體、聯盟、政治組織和天主教會在內共計約20萬人均參加了這個活動。最初抗議會於當地時間傍晚5時開始，但國會廣場在下午3時就已經聚集大量人群，而參與民眾於晚上8時30分時仍未完全散去。
阿根廷男演員胡安·米努欣（Juan Minujín）為唯一一位向抗議人群發表演說的男性，而其他同樣向民眾進行演說的人物則包括當地漫畫家邁特娜·布倫達蕾娜（Maitena Burundarena）、女演員埃麗卡·麗娃斯（Érica Rivas）以及部分因可疑案件而遇害之婦女親屬。

## 後續
事後該國法官埃倫娜·希格通（Elena Highton）宣佈阿根廷最高法院將會設立一個殺害婦女案件登記處，而總統克里斯蒂娜·費爾南德斯·德基什內爾在其推特帳戶上也表達了對這事件的關注。